# Exosphaeroma hylecoetes
Exosphaeroma hylecoetes är en kräftdjursart som beskrevs av Barnard 1940. Exosphaeroma hylecoetes ingår i släktet Exosphaeroma och familjen klotkräftor. Inga underarter finns listade i Catalogue of Life.